# 国立病院機構八雲病院
国立病院機構八雲病院（こくりつびょういんきこうやくもびょういん）は、かつて北海道二海郡八雲町にあった病院。北海道随一の小児期発症神経筋疾患専門のマネジメントセンターになっている。北海道八雲養護学校が隣接していた。
2020年8月末をもって廃止となり、病院機能は国立病院機構北海道医療センターと国立病院機構函館医療センターに移転した。

## 沿革
- 1944年（昭和19年）：「陸軍病院航空部隊病院」として創設[1]。
- 1945年（昭和20年）：「札幌陸軍病院八雲病院」として発足[1]。厚生省移管に伴い「国立札幌病院八雲分院」となる[1]。
- 1948年（昭和23年）：「国立八雲病院」として独立[1]。
- 1953年（昭和28年）：「国立療養所八雲病院」と改称[1]。
- 1956年（昭和31年）：「国立八雲療養所」と改称[1]。
- 1961年（昭和36年）：療育指定医療機関指定[1]。
- 1969年（昭和44年）：再び「国立療養所八雲病院」と改称[1]。
- 2003年（平成15年）：診療報酬の不正受給問題が発覚[4]。
- 2004年（平成16年）：独立行政法人移行に伴い、「国立病院機構八雲病院」と改称[1]。
- 2020年（令和02年）：入院患者を国立病院機構北海道医療センターと国立病院機構函館病院へ移送[2]。8月末をもって廃止[2]。

## 機関指定
- 保険医療機関
- 指定自立支援医療機関（精神通院医療）
- 身体障害者福祉法指定医の配置されている医療機関

## 診療科等
診療科
- 内科
- 小児科
- 整形外科
- 歯科

部門
- 看護部
- リハビリテーション科
- 薬剤科
- 研究検査科
- RST（呼吸器サポートチーム）
- ホームケア室
- 療育指導室
- 医療安全管理室

## 施設認定
- 日本小児神経学会小児神経専門医研修認定施設[5]
- 日本呼吸療法学会呼吸療法専門医研修施設[5]

## アクセス
北海道道42号八雲北檜山線沿いに位置している。
- 道央自動車道八雲ICから車で約5分
- 北海道旅客鉄道（JR北海道）八雲駅から車で約5分、徒歩約20分

## 関連施設
- 北海道八雲養護学校
- 財団法人「いこいの家」

## 参考資料
- “病院案内” (Flash).   国立病院機構 八雲病院. 2017年4月3日閲覧。[リンク切れ]